# Cap d'Ona
Pour les articles homonymes, voir Cap d'Ona (Bière).
Le Cap d'Ona, ou Cap d'Osne en français, un cap de la Côte méditerranéenne de la ville de Banyuls sur Mer, dans le département des Pyrénées-Orientales.
Il est situé dans la zone nord-est du village de Banyuls-sur-Mer.
L'ensemble du Cap d'Ona est connu pour ses petites plages de galets provenant de petits ruisseaux qui descendent de la zone montagneuse à l'ouest du cap.
L'itinéraire de randonnée qui va de Banyuls de la Marenda à Portvendres, en retraçant le Camí de Ronda, passe par le Cap d'Ona.
Le lieu inspira les brasseurs artisanaux d'Argeles sur mer qui fabriquent la bière Cap d'Ona.